# Communauté de communes Latitude Nord Gironde
Die Communauté de communes Latitude Nord Gironde ist ein französischer Gemeindeverband mit der Rechtsform einer Communauté de communes im Département Gironde in der Region Nouvelle-Aquitaine. Sie wurde am 27. Dezember 1999 gegründet und umfasst zwölf Gemeinden (Stand: 1. Januar 2020). Der Verwaltungssitz befindet sich in der Gemeinde Saint-Savin.

## Historische Entwicklung
Aufgrund der frankreichweiten Bestimmungen der Zusammensetzung von Gemeindeverbänden verließen am 1. Januar 2017 fünf Gemeinden den Verband. Die Gemeinde Saint-Vivien-de-Blaye wurde am 1. Januar 2020 diesem Gemeindeverband wieder angeschlossen.

## Mitgliedsgemeinden
| Gemeinde                                     | Einwohner 1. Januar 2022 | Fläche km² | Dichte Einw./km² | Code INSEE | Postleitzahl |
| -------------------------------------------- | ------------------------ | ---------- | ---------------- | ---------- | ------------ |
| Cavignac                                     | 2.368                    | 6,63       | 357              | 33114      | 33620        |
| Cézac                                        | 2.740                    | 19,16      | 143              | 33123      | 33620        |
| Civrac-de-Blaye                              | 791                      | 13,25      | 60               | 33126      | 33920        |
| Cubnezais                                    | 1.877                    | 10,30      | 182              | 33142      | 33620        |
| Donnezac                                     | 929                      | 35,75      | 26               | 33151      | 33820        |
| Laruscade                                    | 2.808                    | 46,76      | 60               | 33233      | 33620        |
| Marcenais                                    | 839                      | 9,04       | 93               | 33266      | 33620        |
| Marsas                                       | 1.237                    | 8,13       | 152              | 33272      | 33620        |
| Saint-Mariens                                | 1.637                    | 12,00      | 136              | 33439      | 33620        |
| Saint-Savin                                  | 3.468                    | 33,87      | 102              | 33473      | 33920        |
| Saint-Vivien-de-Blaye                        | 359                      | 5,69       | 63               | 33489      | 33920        |
| Saint-Yzan-de-Soudiac                        | 2.577                    | 11,14      | 231              | 33492      | 33920        |
| Communauté de communes Latitude Nord Gironde | 21.630                   | 211,72     | 102              | –          | –            |